# Zé Neto
José Cerqueira de Santana Neto (Feira de Santana, 30 de março de 1964), mais conhecido como Zé Neto é um advogado e político brasileiro, filiado ao Partido dos Trabalhadores.Foi Deputado Estadual pela Bahia por 4 mandatos. Atualmente está no exercício de seu 2° mandato de Deputado Federal pelo mesmo estado.

## Política
Nos anos 80, formou-se em Direito na Universidade Federal da Bahia (UFBA).
Ao longo de sua carreira política, disputou as eleições para prefeitura de Feira de Santana em seis ocasiões. Em 1996, obteve 5,36%, ficando na quarta colocação, em 2004, obteve 12,31% dos votos válidos ficando na terceira colocação no primeiro turno, atrás do então prefeito reeleito José Ronaldo (PFL) com 68,49% e de Colbert Martins (PPS) que obteve 19,21%. Em 2012, obteve 18,65%, na segunda colocação, sendo derrotado no primeiro turno pelo então prefeito eleito José Ronaldo (DEM) que deteve 66,04% dos votos válidos. Em 2016, obteve 15,71% sendo novamente derrotado no primeiro turno pelo então Prefeito Reeleito José Ronaldo de Carvalho (DEM) que deteve 71,12% dos votos válidos.
Na Assembleia Legislativa da Bahia foi líder de governo por oito anos, sendo os quatro primeiros anos líder do segundo governo Jaques Wagner e os quatro últimos líder do primeiro governo Rui Costa.
Foi o vereador mais votado, em 2000, em Feira de Santana, elegendo-se com 4.605 votos.
Em 2002 foi eleito deputado estadual pela primeira vez, tendo sido reeleito em 2006, 2010 e 2014.
Em 2018 elegeu-se para seu primeiro mandato de deputado federal pela Bahia, com 129.126 votos, alcançando a sétima colocação, em 2022 foi reeleito com 128.435 votos.
Nas eleições de 2020 foi candidato pela quinta vez vez a prefeitura de Feira de Santana e dessa vez foi mais votado com 41,55% dos votos no primeiro turno. Porém, no segundo turno obteve 45,58%, sendo derrotado pelo então prefeito Colbert Martins Filho (MDB), reeleito com 54,42% dos votos válidos.
Em 2024 foi candidato pela sexta a prefeitura de Feira de Santana. Obteve cerca de 46% dos votos válidos e mais uma vez foi derrotado no primeiro turno pelo então ex-prefeito José Ronaldo (UNIÃO), que nesta ocasião foi eleito para o seu quinto mandato de prefeito com 50,32% dos votos válidos.
No dia 17 de junho 2025, o Metrópoles apurou que Ze Neto apresentou emendas que beneficiaram a Contag a promover o descontos ilegais, redigidas pela própria Confederação, no esquema de fraudes no INSS.

## Desempenho Eleitoral
| Ano  | Eleição                       | Cargo             | Partido                                                                                                 | Partido | Coligação              | Vice | Votos   | Votos  | Votos | Votos         | Resultado  | Ref           |
| Ano  | Eleição                       | Cargo             | Partido                                                                                                 | Partido | Coligação              | Vice | T.      | Total  | %     | P.            | Resultado  | Ref           |
| ---- | ----------------------------- | ----------------- | --- | ------- | ---------------------- | ---- | ------- | ------ | ----- | ------------- | ---------- | ------------- |
| 1996 | Municipal de Feira de Santana | Prefeito          | | PT      | -                      | -    | 1°      | -      | 5,36% | 4°            | Não Eleito | [ 11 ] [ 14 ] |
| 2000 | Municipal de Feira de Santana | Vereador          | PT, PSB, PV, PAN                                                                                        | PT      | —                      | 1°   | 4.605   | 2,48%  | 1°    | Eleito        | [ 3 ]      |               |
| 2002 | Estadual da Bahia             | Deputado Estadual | A Bahia vai ser melhor (PT, PCdoB, PV, PMN)                                                             | PT      | —                      | 1°   | 32.038  | 0,54%  | 44°   | Eleito        | [ 4 ]      |               |
| 2004 | Municipal de Feira de Santana | Prefeito          | Feira de Todos (PT, PV, PCdoB)                                                                          | PT      | Da Paz (PT)            | 1°   | 30.576  | 12,31% | 3°    | Não Eleito    | [ 15 ]     |               |
| 2006 | Estadual da Bahia             | Deputado Estadual | PT, PCdoB, PTB, PMN                                                                                     | PT      | —                      | 1°   | 44.931  | 0,69%  | 35°   | Eleito        | [ 5 ]      |               |
| 2010 | Estadual da Bahia             | Deputado Estadual | Pra Frente Bahia (PT, PRB, PDT, PP)                                                                     | PT      | —                      | 1°   | 81.223  | 1,20%  | 4°    | Eleito        | [ 6 ]      |               |
| 2012 | Municipal de Feira de Santana | Prefeito          | Um Novo Caminho Para Feira (PT, PP, PCdoB, PSB)                                                         | PT      | Eliana Boaventura (PP) | 1°   | 55.337  | 18,65% | 2°    | Não Eleito    | [ 16 ]     |               |
| 2014 | Estadual da Bahia             | Deputado Estadual | Pra Bahia Avançar Mais (PR, PT, PDT, PP, PSD, PTB)                                                      | PT      | —                      | 1°   | 88.817  | 1,30%  | 7°    | Eleito        | [ 7 ]      |               |
| 2016 | Municipal de Feira de Santana | Prefeito          | É Hora de Mudar (PT, PDT, PTN, PCdoB, PSTU)                                                             | PT      | Osvaldo Ventura (PT)   | 1°   | 46.912  | 15,71% | 2°    | Não Eleito    | [ 17 ]     |               |
| 2018 | Estadual da Bahia             | Deputado Federal  | Mais Trabalho Por Toda Bahia (PT, PP, PSD, PDT, PSB, PCdoB, PR, PRP, PMB, PODE, AVANTE, PMN, PROS, PTC) | PT      | —                      | 1°   | 129.196 | 1,88%  | 7°    | Eleito        | [ 8 ]      |               |
| 2020 | Municipal de Feira de Santana | Prefeito          | A Mudança que Feira Quer (PT, PP, PDT, PCdoB, Avante)                                                   | PT      | Roque Santos (PP)      | 1°   | 119.862 | 41,55% | 1°    | Segundo Turno | [ 18 ]     |               |
| 2020 | Municipal de Feira de Santana | Prefeito          | A Mudança que Feira Quer (PT, PP, PDT, PCdoB, Avante)                                                   | PT      | Roque Santos (PP)      | 2°   | 138.073 | 45,58% | 2°    | Não Eleito    | [ 18 ]     |               |
| 2022 | Estadual da Bahia             | Deputado Federal  | Fe.Brasil (PT, PCdoB, PV)                                                                               | PT      | —                      | 1°   | 128.435 | 1,61%  | 15°   | Eleito        | [ 9 ]      |               |
| 2024 | Municipal de Feira de Santana | Prefeito          | Pra Fazer o Futuro Acontecer (FE Brasil, Federação PSOL REDE, PSB, MDB, PSD, PODE, PP, Avante e Agir)   | PT      | Sandro Nazireu (PODE)  | 1°   | 154.147 | 46,73% | 2°    | Não Eleito    | [ 19 ]     |               |